# Parafia Najświętszej Maryi Panny Bolesnej w Płotach
Parafia Najświętszej Maryi Panny Bolesnej w Płotach – rzymskokatolicka parafia we wsi Płoty, w gminie Czerwieńsk, należąca do dekanatu Zielona Góra – Ducha Świętego diecezji zielonogórsko-gorzowskiej w Polsce, erygowana 1 sierpnia 2014 przez biskupa Stefana Regmunta.

## Historia
1 sierpnia 2014 roku biskup zielonogórsko-gorzowski Stefan Regmunt utworzył nową parafię w Płotach, obejmującą zasięgiem Płoty i Zagórze. Obszar nowej parafii został wydzielony z parafii św. Antoniego w Przylepie. Kościołem parafialnym został dotychczasowy filialny kościół pw. Najświętszej Maryi Panny Bolesnej w Płotach. Pierwszym proboszczem parafii został mianowany ks. Robert Perłakowski.

## Proboszczowie
- ks. Robert Perłakowski (od 1.08.2014 do 31.07.2018)
- ks. kan. Antoni Łatka (od 1.08.2018 do 31.07.2024)
- ks. Łukasz Malec (administrator) (od 1.08.2024)